# ارنی کالت (بازیکن هاکی روی یخ)
ارنی کالت (انگلیسی: Ernie Collett; ۳ مارس ۱۸۹۵ – ۲۱ دسامبر ۱۹۵۱) بازیکن هاکی روی یخ اهل کانادا بود.